# Juliana van Norwich

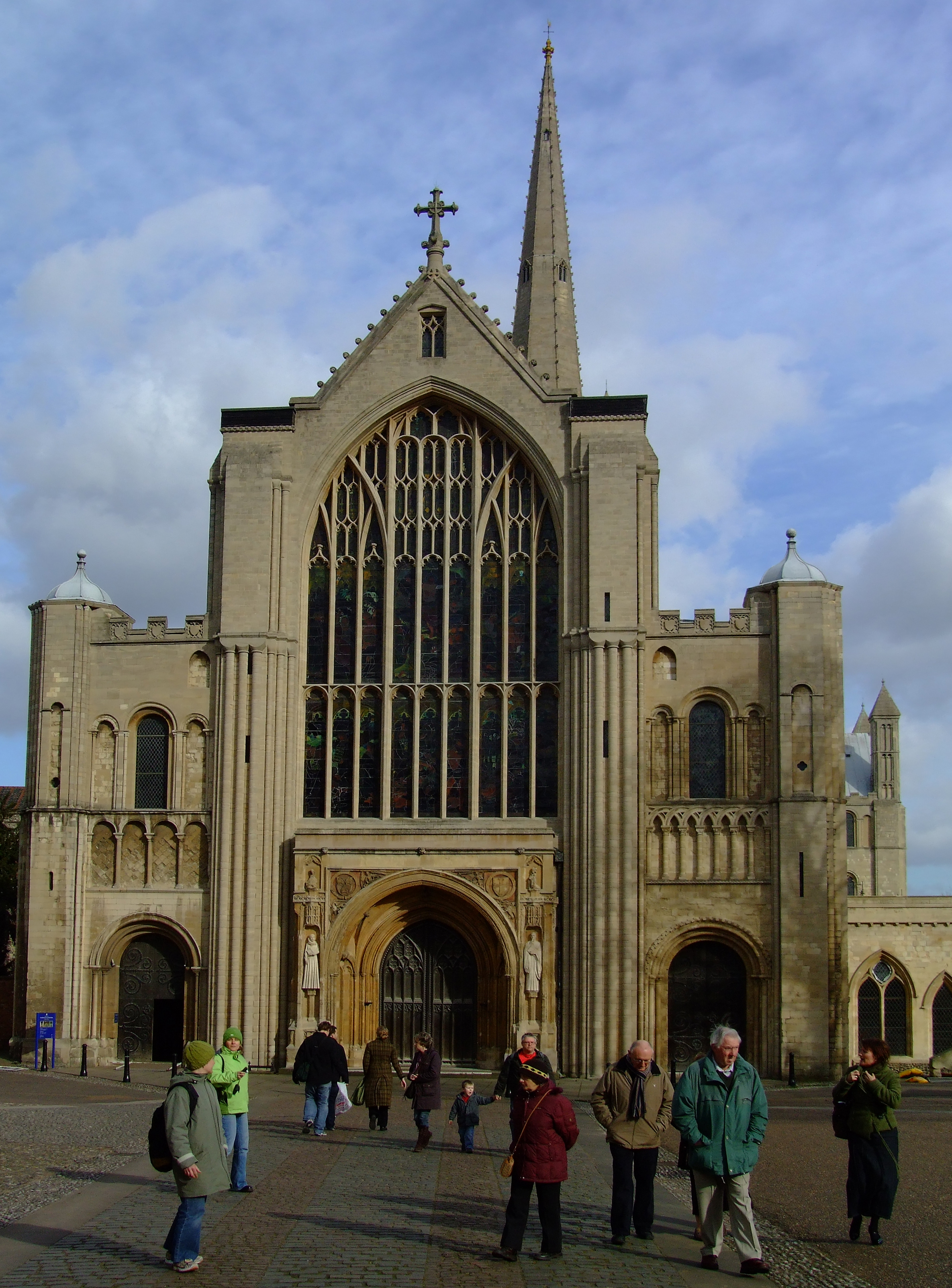
Standbeeld van Juliana aan het portaal van de kathedraal van Norwich

Juliana van Norwich (ca. 1342 – ca. 1423) was een Engels mystica en schrijfster van Sixteen Revelations of Divine Love, dat beschouwd wordt als het eerste door een vrouw geschreven Middelengelse boek.
Haar naam is verbonden aan de Church of St Julian in Norwich, waar zij haar leven sleet in gebed en contemplatie als kluizenaar in een cel die aan de kerk was aangebouwd. 
Op 30-jarige leeftijd leed zij aan een ernstige ziekte en, in de overtuiging dat zij spoedig zou sterven, kreeg zij vijftien visioenen van Christus. Deze visioenen vonden volgens haar geschriften plaats op 8 mei 1373 en duurden vijf uur. Een zestiende visioen volgde een dag later. Zij beschreef de visioenen kort nadat ze hadden plaatsgevonden en 20 jaar later nogmaals, met meer theologische diepgang. Haar conclusie was dat de goddelijke liefde de oplossing was voor alle problemen van het menselijk bestaan. Zij werd hiermee in Engeland een bekende geestelijke autoriteit en werd bezocht door onder meer de Engelse mystica Margery Kempe.
Ze werd in de Rooms-Katholieke Kerk nooit formeel zalig verklaard, maar beschouwd als "gezegend" vanwege populaire devotie en wordt herdacht op 13 mei. Ook in de Anglicaanse Kerk, de Episcopaalse Kerk en de Evangelisch-Lutherse Kerk van Amerika wordt ze op 8 mei herdacht.